# Carlos Kletnicki
Carlos José Kletnicki (Azul, 13 aprile 1983) è un ex calciatore argentino, di ruolo portiere.